# Ella Hunt
Ella Hunt, född 29 april 1998 i Westminster, London, är en brittisk skådespelare.
Hunt har bland annat medverkat i TV-serien Dickinson. Han har även medverkat i filmen Horizon: An American Saga.

## Filmografi (i urval)
- 2019–2021 – Dickinson (TV-serie)
- 2024 – Horizon: An American Saga
- 2024 – Saturday Night